# ウィリアム・リチャーズ・キャッスル
ウィリアム・リチャーズ・キャッスルJr.（William Richards Castle, Jr.、1878年6月19日 - 1963年10月13日）は、20世紀アメリカ合衆国の政治家、外交官。

## 生涯
1878年6月19日、ハワイ王国のホノルルにおいて、ウィリアム・リチャーズ・キャッスル (William Richards Castle, 1849-1935) とアイダ・ビアトリス・ロウリー (Ida Beatrice Lowrey, 1854-1926) の長子として誕生した。
1900年、ハーバード大学を卒業した。キャッスルは大学卒業後も英語の講師としてハーバード大学に残り、学部長の補佐として新入生の管理および卒業論文集の編纂を担当した。
第一次世界大戦が開戦すると、ワシントンD.C.に移り、捕虜の治療や海外での失踪者の捜索を行うため、アメリカ赤十字社の事務局を開いた。キャッスルは通信部長として、部下とともに1日あたり1万文字の情報を処理した。
1919年、国務次官フランク・ライアン・ポークにより国務省に招待され、企画起草の取締りを任された。キャッスルは西ヨーロッパ担当部で副部長を務め、後に部長に昇格した。
1927年2月26日、業務能力を評価され、カルビン・クーリッジ大統領から国務次官補に任命された。1929年12月、ハーバート・フーヴァー大統領はロンドン海軍軍縮会議で日本との交渉を進めるため、キャッスルを駐日大使に起用した。キャッスルはおよそ5ヶ月にわたって東京に滞在し、日本の合意妥結に大きく寄与した。帰国後の1930年6月、再び国務次官補に就任した。
1931年4月、ジョセフ・コットン国務次官が急死すると、キャッスルはその後任に任命された。国務次官在任時は、第一次世界大戦の賠償問題に関するフーヴァーモラトリアムの交渉を迎え、ヘンリー・スティムソン国務長官の代行を務めた。また、満州事変の余波による極東地域での緊張を緩和するために努力し、対日経済制裁を主張したスティムソンの意見にも反対した。
1932年、アメリカ芸術科学アカデミーの会員に選出された。1933年3月、フーヴァー大統領の任期満了に伴い退任。以後、ニューディールに対する辛辣な批評家として多数の論説を繰り広げる一方、1936年の大統領選挙敗北後の共和党を再建するための全国委員会でも活動した。
第二次世界大戦では、民主党のフランクリン・ルーズベルト政権の外交政策に反対し続けたが、キャッスルは日本関係では少数の専門者という点が考慮され、コーデル・ハル国務長官から諮問を受けた。
1963年10月13日、キャッスルはワシントンD.C.で死去した。

## 研究文献
- 田中秀雄『日本を一番愛した外交官　ウィリアム・キャッスルと日米関係』（芙蓉書房出版、2023年）